# Понте Алто (Белуно)
Понте Алто (итал. Ponte Alto) је насеље у Италији у округу Белуно, региону Венето.
Према процени из 2011. у насељу је живело 41 становника. Насеље се налази на надморској висини од 595 м.